# اریک ویل
اریک ویل (انگلیسی: Erik Wille؛ زادهٔ ۲۸ مارس ۱۹۹۳) بازیکن فوتبال اهل آلمان است.
از باشگاه‌هایی که در آن بازی کرده‌است می‌توان به باشگاه فوتبال دویسبورگ اشاره کرد.